# العلاقات البوسنية الكويتية
العلاقات البوسنية الكويتية هي العلاقات الثنائية التي تجمع بين البوسنة والهرسك والكويت.

## مقارنة بين البلدين
هذه مقارنة عامة ومرجعية للدولتين:
| وجه المقارنة                                              | البوسنة والهرسك                                             | الكويت        |
| --------------------------------------------------------- | ----------------------------------------------------------- | ------------- |
| المساحة (كم2)                                             | 51.20 ألف                                                   | 17.82 ألف     |
| عدد السكان (نسمة)                                         | 3.51 مليون                                                  | 4.14 مليون    |
| الكثافة السكانية (ن./كم²)                                 | 68.55                                                       | 232.32        |
| العاصمة                                                   | سراييفو                                                     | مدينة الكويت  |
| اللغة الرسمية                                             | اللغة البوسنوية، اللغة الكرواتية، اللغة الصربية             | اللغة العربية |
| العملة                                                    | مارك بوسني                                                  | دينار كويتي   |
| الناتج المحلي الإجمالي (بليون دولار)                      | 18.17 مليار                                                 | 120.13 مليار  |
| الناتج المحلي الإجمالي (تعادل القوة الشرائية) بليون دولار | 41.35 مليار                                                 | 290.53 مليار  |
| الناتج المحلي الإجمالي الاسمي للفرد دولار أمريكي          | 4.25 ألف                                                    | 29.30 ألف     |
| الناتج المحلي الإجمالي للفرد دولار أمريكي                 | 10.43 ألف                                                   | 73.25 ألف     |
| مؤشر التنمية البشرية                                      | 0.733                                                       | 0.816         |
| رمز المكالمات الدولي                                      | +387                                                        | +965          |
| رمز الإنترنت                                              | .ba                                                         | .kw           |
| المنطقة الزمنية                                           | توقيت وسط أوروبا، ت ع م+01:00، ت ع م+02:00، أوروبا/سراييفو ‏ | ت ع م+03:00   |

## مدن متوأمة
في ما يلي قائمة باتفاقيات التوأمة بين مدن بوسنية وكويتية:
- ترتبط سراييفو مع مدينة الكويت باتفاقية توأمة منذ 1972.

## منظمات دولية مشتركة
يشترك البلدان في عضوية مجموعة من المنظمات الدولية، منها:
| علم المنظمة | اسم المنظمة                               | تاريخ انضمام البوسنة والهرسك | تاريخ انضمام الكويت |
| ----------- | ----------------------------------------- | ---------------------------- | ------------------- |
|             | الاتحاد البريدي العالمي                   | ?                            | ?                   |
|             | يونسكو                                    | 2 يونيو 1993                 | 18 نوفمبر 1960      |
|             | البنك الدولي للإنشاء والتعمير             | 25 فبراير 1993               | 13 سبتمبر 1962      |
|             | وكالة ضمان الاستثمار متعدد الأطراف        | 19 مارس 1993                 | 12 أبريل 1988       |
|             | الاتحاد الدولي للاتصالات                  | 20 أكتوبر 1992               | 14 أغسطس 1959       |
|             | مؤسسة التمويل الدولية                     | 25 فبراير 1993               | 13 سبتمبر 1962      |
|             | منظمة الشرطة الجنائية الدولية             | ?                            | ?                   |
|             | الأمم المتحدة                             | 22 مايو 1992                 | 14 مايو 1963        |
|             | مؤسسة التنمية الدولية                     | 25 فبراير 1993               | 13 سبتمبر 1962      |
|             | منظمة حظر الأسلحة الكيميائية              | ?                            | ?                   |
|             | المركز الدولي لتسوية المنازعات الاستشارية | 13 يونيو 1997                | 4 مارس 1979         |

## وصلات خارجية
- موقع وزارة الخارجية البوسنية
- موقع وزارة الخارجية الكويتية